# گالابین بئوفسکی
گالابین بئوفسکی (بلغاری: Гълъбин Боевски؛ زادهٔ ۱۹ دسامبر ۱۹۷۴) وزنه‌بردار اهل بلغارستان بود.
وی در مسابقات کشوری و بین‌المللی در مجموع برندهٔ ۶ مدال طلا شده‌است.